# 上之郷インターチェンジ
上之郷インターチェンジ（かみのごうインターチェンジ）は、大阪府泉佐野市にある関西空港自動車道上のインターチェンジ（開発インターチェンジ）である。阪和自動車道方面への出入口のみのハーフインターチェンジであるため、このICから関西空港に渡ることやその逆は出来ない。
開業前年の1993年に制定された国道481号の終点である。高速自動車国道のインターチェンジが一般国道の起終点という数少ない例である。

当IC付近の本線上には泉佐野本線料金所があり、泉佐野ICや関西国際空港、阪神高速道路4号湾岸線方面に向かう車は、この料金所で阪和自動車道及び関西空港自動車道の料金を支払うこととなる。逆方向は通行券が発行される。
もともと工業団地泉佐野コスモポリス計画の開発インターチェンジとして設置されたが、開発主体の第三セクターは破綻し、工業団地跡地は「泉佐野丘陵緑地」として整備されている。

## 道路
- E71 関西空港自動車道（1番）

## 料金所
ブース数：20

### 上之郷IC料金所

#### 入口
- ブース数：2
  - ETC専用：1
  - 一般：1

#### 出口
- ブース数：2
  - ETC専用：1
  - 一般：1

### 泉佐野本線料金所

#### 泉佐野JCT方面
- ブース数：6
  - ETC専用：2
  - 一般：4

#### りんくうJCT方面
- ブース数：10
  - ETC専用：2
  - 一般：8

## 接続する道路
- 国道481号

## 隣
E71 関西空港自動車道
(18)泉佐野JCT - (1)上之郷IC/泉佐野TB - (2)泉佐野IC - (3)りんくうJCT